# Jacques Lemaire (historien)
Pour les articles homonymes, voir Jacques Lemaire et Lemaire.
Jacques Charles Lemaire, né à Bruxelles le 7 novembre 1946, est un romaniste, philologue, médiéviste et codicologue belge.

## Biographie
Jacques Lemaire est spécialiste de langue et de littérature françaises du Moyen Âge et historien de la franc-maçonnerie. Professeur à l'Université libre de Bruxelles où il enseigne la littérature française médiévale (URHM), il a aussi enseigné à l'Université Lille III et au Département de français de l'University of Western Ontario de London (Canada). Il a consacré des études pionnières sur l'antimaçonnisme.
Jacques Lemaire a été élu le 25 avril 2009 à l'Académie royale de langue et de littérature françaises de Belgique où il succède au fauteuil 7 à Paul Delsemme.

## Publications
- Les visions de la vie de cour dans la littérature française de la fin du Moyen Âge, Bruxelles-Paris, Académie royale de langue et de littérature françaises-Éditions Klincksieck, 1994, 573 p.
- Meschinot, Molinet, Villon : témoignages inédits. Étude du Bruxellensis IV 541, suivie de l'édition de quelques ballades, Bruxelles, 1979, ("Archives et Bibliothèques de Belgique", n° spécial 20), 169 p.
- Le Roman de Gliglois. Récit arthurien du XIIIe siècle. Édition critique et traduction, Liège, Éditions de l'Université, 2005, 231 p.
- La traduction en moyen français de la lettre anticuriale De curialium miseriis epistola d'Æneas Silvius Piccolomini, Lille, Presses universitaires du Septentrion, 2007, 240 p.
- Biaudouz de Robert de Blois. Édition critique et traduction, Liège, Éditions de l'Université, 2007, 371 p.
- Le Romanz du reis Yder, Édition critique et traduction par Jacques Charles Lemaire, Fernelmont, E.M.E., 2010, 587 p.
- Les mécanismes linguistiques de l'évolution sémantique en français, Liège, Éditions de l'Université, 2004, 188 p.
- Introduction à la codicologie, Louvain, 1989, (coll. "Institut d'Études médiévales de l'Université catholique de Louvain. Textes et études", 9), 265 p. et 67 planches hors-texte ; (traduit en arabe par Mustapha Taoubi et publié en 2006 par la Bibliothèque royale du Maroc).
- Les reliures médiévales des manuscrits de la Bibliothèque municipale de Lille, Lille, Éditions de l'Université, 2004, 150 p.
- Les cotes des manuscrits de la Bibliothèque municipale de Lille. Concordances, Liège, Éditions de l'Université, 2007, 131 p.
- Dictionnaire de Voltaire. Les œuvres, les thèmes, les personnages, les lieux, Paris, Hachette, 1994, 281 p. (en collaboration avec Raymond Trousson et Jeroom Vercruysse)
- Simenon jeune journaliste. Un "anarchiste" conformiste, Bruxelles, Complexe, 2003, 239 p.
- L'Imaginaire juif, Liège, Éditions de l'Université, 2007, 270 p. (en collaboration avec Alain Goldschläger)
- Pierre Clément, Les Fri-Maçons ; Anne-Gabriel Meusnier de Querlon, Les Soupers de Daphné. Édition critique, Paris : H. Champion, 2000, (coll. "L'Âge des Lumières", 12), 177 p.
- Évariste de Parny, La Guerre des Dieux (1799). Édition critique, Paris, H. Champion, 2002, (coll. "L'Âge des Lumières", 19), 235 p.
- Le Magister. Manuel d'enseignement approndi du français. Série linguistique, Bruxelles, Gerefa, 1988, 2 vol., 545 p.
- Le Magister. Manuel d'enseignement approfondi du français. Série commerciale, Bruxelles, Gerefa, 1989, 446 p.
- Les clés du message publicitaire. Jeux de langue et jeux d'idées dans le discours de promotion commerciale, Liège, Céfal, 2003, 144 p.
- Les Origines françaises de l'antimaçonnisme (1744-1797), Bruxelles, Éditions de l'Université de Bruxelles, coll. « Études sur le XVIIIe siècle. Volume hors série » (no 2), 1985, 134 p. (ISBN 2-8004-0879-0, présentation en ligne), [présentation en ligne].
- L'antimaçonnisme. Aspects généraux (1738-1998), Paris, Éditions maçonniques de France, 1998, 128 p.
- La franc-maçonnerie en Belgique. Les loges symboliques, Paris, Éditions maçonniques de France, 2000, 128 p.
- Le complot judéo-maçonnique, Bruxelles, Espace de Libertés-Labor, 2005, 87 p.,  (ISBN 2-930001-66-6) (en collaboration avec Alain Goldschläger) (page consacrée au livre sur le site de l'éditeur), présentation en ligne. Paru en traduction portugaise sous le titre A Conspiraçao judaico-maçonica (traduction de Joao Luis Susano, Lisbonne, Via Occidentalis, 2007, 145 p.)
- Le Nouveau Judaïsme ou la franc-maçonnerie dévoilée (1815). Libelle antimaçonnique, Paris, Éditions Télètes, 2007, 61 p.
- Biaudouz de Robert de Blois. Édition critique et traduction par Jacques Charles Lemaire, Liège, Éditions de l’Université, 2007, 371 p.
- L’Imaginaire juif, Liège, Éditions de l’Université, 2007, 270 p. (en collaboration avec Alain Goldschläger)
- Le Romanz du reis Yder, Édition critique et traduction par Jacques Charles Lemaire, Fernelmont, E.M.E., 2010, 587 p.
  - c.r. : Bulletin codicologique, 2011, 2, no 507, pp. 221–222.
  - Le Moyen Âge, 118, 2012, pp. 449-451.
- The Conspiracy revealed. Jews, Freemasons, Illuminati, Toronto, League for Human Rights of B’nai Brith Canada, 2012, 182 p. (en collaboration avec Alain Goldschläger)
- L’Antimaçonnisme. Aspects généraux (1738-2016), Paris, Éditions maçonniques de France, 2016, 105 p.
- Les Témoignages écrits de la Shoah, Bruxelles, Racine, 2016, 315 p. (en collaboration avec Alain Goldschläger)

### Articles et parties d’ouvrages collectifs
- « Molière devant la mort et la critique de la médecine », dans La Pensée et les Hommes, 16, 1973, pp. 338-350.
- « Desmarets de Saint-Sorlin et la querelle des Anciens et des Modernes », dans La Pensée et les Hommes, 17, 1973, pp. 29-36.
- « L’Église catholique et la franc-maçonnerie », dans La Pensée et les Hommes, 17, 1973, pp. 193-210 (republié avec quelques additions et modifications dans loc. cit., 27, 1983, pp. 41-57).
- « Molière antiféministe ? », dans La Pensée et les Hommes, 17, 1973, pp. 231-244.
- « Une œuvre peu connue de Diderot :  La Promenade du Sceptique. I. Analyse de l’œuvre », dans La Pensée et les Hommes, 17, 1974, pp. 376-385.
- « Une œuvre peu connue de Diderot :  La Promenade du Sceptique. II. Aspects philosophiques et stylistiques », dans La Pensée et les Hommes, 17, 1974, pp. 422-428.
- « Parny et la franc-maçonnerie, dans Études sur le XVIIIe siècle, 2, 1975, pp. 43-57.
- « Jean Meschinot, précurseur de Maurice Scève ? », dans Studi francesi (Turin), no 58, 1976, pp. 72-76.
- « L’Oultré d’Amour de George Chastelain : un exemple ancien de construction en abyme », dans Revue romane (Copenhague), 11, 1976, pp. 306-316.
- « Le manuscrit Paris, B.N., nouv. acq. fr. 1158. Observations sur quelques œuvres de Mellin et d’Octovien de Saint-Gelais », dans Scriptorium (Paris-Bruxelles), 31, 1977, pp. 30-69 et planche IV.
- « Le Moyen Âge, un âge médiocre ? », dans La Pensée et les Hommes, 21, 1977, pp. 310-314.
- « Bruxelles et les Bruxellois dans un conte du début du XVIIIe siècle. Sources et thème de La Culotte de Jacques Vergier, dans Études sur le XVIIIe siècle, 4, 1977, pp. 135–149.
- « L’image de Voltaire dans l’historiographie maçonnique de langue française », dans Revue de l’Université de Bruxelles, 1977, pp. 310-344.
- « La loge des Neuf Sœurs au XVIIIe siècle: un cénacle maçonnique de beaux esprits », dans La Pensée et les Hommes, 22, 1979, pp. 205–212.
- « L’Apparicion Maistre Jean de Meun d’Honoré Bouvet et les Lettres persanes de Montesquieu. Points de convergence », dans Études sur le XVIIIe siècle, 5, 1978, pp. 59–71.
- « Deux poèmes bourguignons sur la prise d’Arras en 1492.  Un inédit de Molinet ? », dans Revue du Nord (Lille), 60, 1978, pp. 57-64.
- « Qui est l’auteur d’un rébus envoyé à Molinet ? », dans Scriptorium (Paris-Bruxelles), 33, 1979, pp. 276-279 et planche XXVIII.
- « L’initiation maçonnique de Voltaire. Questions en suspens », dans La Pensée et les Hommes, 22, 1979, pp. 153–160 et dans Humanisme. Revue des Francs-Maçons du Grand Orient de France, no 131-132, 1979, pp. 101–107.
- « Un émule libertin de La Fontaine : Jacques Vergier. Édition critique du conte La Culotte, » dans Studi francesi, 23, 1979, no 68, pp. 271–285.
- « À propos de la traduction en français d’œuvres humanistes : comparaison matérielle entre les mss. Paris, B.N., lat. 6783A et fr. 1988 », dans Miscellanea codicologica Fr. Masai dicata, Gand, Story-Scientia, 1979, t. 2, pp. 439-449 et planches LX et LXI.
- « Notes lexicologiques sur Le Séjour d’Honneur d’Octovien de Saint-Gelais », dans Le Moyen Français (Montréal), 3, 1980, pp. 89-106.
- « Un témoignage curieux sur Molinet en 1500 », dans Romania (Paris), 101, 1980, pp. 106-115.
- « Les travaux scientifiques dirigés par M. Pierre Ruelle », dans Hommages à la Wallonie.  Mélanges offerts à M.A. Arnould et P. Ruelle, Bruxelles, Éditions de l’Université, 1981, pp. XLI-XLVI.
- « Notes sur la datation du Séjour d’Honneur d’Octovien de Saint-Gelais », dans Romania (Paris), 102, 1981, pp. 239-249.
- « À propos des textes anciens (Moyen Âge et Renaissance) : histoire et analyse littéraires », dans Actes de la deuxième journée des romanistes, Bruxelles, Éditions de l’Université, 1983, pp. 16-30.
- « Un aspect de la pensée contre-révolutionnaire : la pensée antimaçonnique (1785-1805) », dans Transactions of the Sixth International Congress on the Enlightement (Brussels, July 1983), Oxford, The Voltaire Foundation, 1983, pp. 20-21.
- « À propos du monologue dramatique médiéval : un sermon joyeux sur le mariage (étude littéraire et philologique) », dans Théâtre de toujours, d’Aristote à Kalisky.  Hommages à Paul Delsemme, Bruxelles, Éditions de l’Université, 1983, pp. 117-134.
- « Aspects de l’anticléricalisme dans La Légende d’Ulenspiegel de Charles De Coster », dans Prace Romanistyczne (Cracovie), 1, 1983, pp. 37-47.
- « Les motifs de l’eau et du feu chez trois trouvères du XIIIe siècle (Thibaut de Champagne, Colin Muset, Rutebeuf »), dans Göppinger Arbeiten zur Germanistik, Göppingen, Kümmerle Verlag, 1983, pp. 171–183.
- « L’enseignement du français scientifique », dans Actes du colloque « La promotion du français scientifique », Louvain, Éditions de l’Université, 1983, pp. 47-56.
- « La propagande de guerre dans la littérature française (1910-1940) », dans Guerres et propagande ou comment armer les esprits, Bruxelles, Crédit Communal, 1983, pp. 85-91.
- « Amours et tabous sexuels dans Le Séjour d’Honneur d’Octovien de Saint-Gelais », dans Amour, mariage et transgressions au Moyen Âge, dans Göppinger Arbeiten zur Germanistik Göppingen, Kümmerle Verlag, 1984, pp. 481-491.
- « L’humanisme de Charles d’Orléans : une conception originale de la vie de cour », dans Fifteenth-Century Studies (Chicago), 10, 1984, pp. 107-119.
- « Un manuscrit inconnu du Doctrinal de cour de Pierre Michault. Étude codicologique et philologique », dans Mélanges de langue et de littérature médiévales offerts à Alice Planche, Paris, Les Belles Lettres, 1984, t. 2, pp. 299-309.
- Notices sur l’histoire des rapports entre Diderot et la franc-maçonnerie, dans Diderot et son temps, Bruxelles, Bibliothèque Royale, 1985, no 211-216, pp. 319–325.
- « Une supercherie littéraire dans un manuscrit du Livre de ‘‘Espérance d’Alain Chartier.  Aspects codicologiques », dans Calames et cahiers.  Mélanges de codicologie et de paléographie offerts à Léon Gilissen, Bruxelles, Centre d’Étude des manuscrits, 1985, pp. 89-98.
- « L’intérêt pour l’héraldique dans les prologues des chroniques bourguignonnes », dans Sources de l’héraldique en Europe occidentale. Actes du 4e colloque international ‘‘héraldique, Bruxelles, Archives générales du Royaume, 1985, pp. 76-80.
- « Jean Molinet et le thème de la vieillesse », dans Vieillesse et vieillissement au Moyen Âge. Senefiance (Aix-en-Provence), 19, 1987, pp. 169-180.
- « L’histoire et son usage dans Le Séjour d’Honneur d’Octovien de Saint-Gelais », dans Studi francesi (Turin), no 93, 31, 1988, pp. 421-428.
- Notices (neuf) sur des œuvres romanesques de Belgique dans Robert Frickx et Raymond Trousson, Lettres françaises de Belgique. Dictionnaire des Œuvres. I. Le roman, Gembloux, Duculot, 1988, pp. 28, 67-68, 134-135, 207-209, 258, 334-336, 345-346, 487-488.
- « Les loges maçonniques et les sociétés de pensée à l’époque de la Révolution », dans La Pensée et les Hommes, no 10, 1989, pp. 79-102.
- « Une franc-maçonnerie catholique en Amérique du Nord : l’Ordre des Chevaliers de Colomb », dans La Pensée et les Hommes, no 13, 1990, pp. 45-58.
- « La Cagoule : une société secrète d’action révolutionnaire », dans La Pensée et les Hommes, no 13, 1990, pp. 145-152.
- « À propos de quelques statalismes de l’administration des Postes en Belgique », dans Idioma. Revue de linguistique et de traductologie, 1990, 2, pp. 33-41.
- « La conception du bonheur chez les chroniqueurs bourguignons », dans L’idée de bonheur au Moyen Âge, Göppingen, Kümmerle Verlag, 1990, pp. 271-280.
- « La conception de l’histoire chez les chroniqueurs bourguignons d’après les prologues de leurs œuvres », dans Histoire et littérature au Moyen Âge, Göppingen, Kümmerle Verlag, 1991, 235-250.
- « La traduction française du De curialium miseriis d’Aeneas Silvius Piccolomini », dans Die kulturellen Beziehungen zwischen Italien und den anderen Ländern Europas im Mittelalter, Greifswald, Reineke-Verlag, 1993, pp. 127-134.
- « Les structures syntaxiques dans les parties descriptives des Lais de Marie de France », dans Bien dire et bien aprandre. Revue de médiévistique (Lille), 11, 1993, pp. 261-287.
- « Les premières formes de l’antimaçonnisme en France : les ouvrages de révélation (1738-1751) », dans Les courants antimaçonniques hier et aujourd’hui, Bruxelles, Éditions de l’Université, 1993, pp. 11-23.
- « Le libre examen, valeur fondamentale de la laïcité », dans Ianus Bifrons. Revue universitaire de l’adolescence (Nancy), 1993, pp. 105-109.
- « Une copie inédite de la lettre de Christine de Pizan à Isabeau de Bavière, reine de France. Sa place dans la tradition », dans Europäische Literaturen im Mittelalter. Mélanges Wolfgang Spiewok, Greifswald, Reineke Verlag, 1994, pp. 263-267.
- « L’homme de guerre au Moyen Âge finissant : le cas d’Olivier de La Marche », dans Le monde des héros dans la culture médiévale, Greifswald, Reineke Verlag, 1994, pp. 151-160.
- « Die Freimaurerei in Belgien in der Zeit der Französischen Revolution (1780-1805) », dans Quatuor Coronati Jahrbuch (Munich), 31, 1994, pp. 27-40.
- « Simenon, un artisan du roman », dans La Belgique telle qu’elle s’écrit. Perspectives sur les lettres belges de langue française, éd. Renée Linkhorn, New York, Peter Lang, 1995, pp. 161-171.
- « Une expérience belge : une morale non confessionnelle », dans Dépassées, les valeurs catholiques ?  dans Panoramiques (Paris), no 23, 4e trimestre 1995, pp. 185-188.
- « À propos d’un rhétoriqueur arrageois méconnu : Jean Cawet (évoqué dans une lettre de Nicaise Ladam et dans un rondeau anonyme », dans Arras au Moyen Âge. Histoire et littérature, Arras, Artois Presses Université, 1995, pp. 239-256.
- « Poètes populaires lillois de la fin du XVe et du début du XVIe siècle », dans Nord’. Revue de critique et de création littéraire du Nord/Pas-de-Calais, no 25, juin 1995, pp. 87–100.
- « Ferdinand Brunot », dans Alphabet illustré de l’Académie, Bruxelles, Académie royale de langue et de littérature françaises de Belgique, 1995, pp. 48-49.
- « Manuscrits proches parents ou manuscrits simplement semblables ? Réflexions codicologiques et philologiques à propos de deux témoins du Livre des Trois Vertus de Christine de Pizan », dans Une femme de lettres au Moyen Âge. Études autour de Christine de Pizan, Orléans, Paradigme, 1995, (« Medievalia », 16), pp. 411-429.
- « Aspects linguistiques et stylistiques de la traduction en français du De curialium miseriis d’Andreas S. Piccolomini », dans Bien dire et bien aprandre. Revue de médiévistique (Lille), 13, 1995, pp. 71-86.
- « Goblet d’Alviella, la loge des Amis Philanthropes et le Grand Orient de Belgique », dans Eugène Goblet d’Alviella, historien et franc-maçon, éd. Alain Dierkens, Bruxelles, Éditions de l’Université, 1995, (« Problèmes d’histoire des religions », 6), pp. 133-150.
- « L’originalité de la traduction française du De curialium miseriis dans la littérature anticuriale du temps », dans International Journal of the Classical Tradition, (Boston), 3, 1996, pp. 360-371.
- « Considérations codicologiques sur les manuscrits des Statuts de la Toison d’Or », dans L’Ordre de la Toison d’Or, de Philippe le Bon à Philippe le Beau (1430-1505) : idéal ou effet d’une société ?, Bruxelles, Bibliothèque royale de Belgique, 1996, pp. 31-38.
- « L’Ordre de la Toison d’Or dans les manuscrits bourguignons. Aspects codicologiques », dans Le Banquet du Faisan. 1454 : l’Occident face au défi de l’Empire ottoman. Textes réunis par Marie-Thérèse Caron et Denis Clauzel, Arras, Artois Presse Université, 1997, pp. 123-136.
- « Vienne et l’Autriche dans la franc-maçonnerie belge de la fin du XVIIIe siècle », dans  Mozart : les chemins de l’Europe. Actes du Congrès de Strasbourg, 14-16 octobre 1991, publiés sous la direction de Brigitte Massin, Strasbourg, Conseil de l’Europe, 1997, pp. 263–273.
- « À propos des jeux de mots : le calembour de construction inachevée », dans Idioma. Revue de linguistique et de traductologie (Bruxelles), 9, 1997, pp. 91-102. Repris avec des compléments dans Promenades aux Jardins des Langues, Bruxelles, H.E.F.F., 2001, pp. 81-92.
- « Franc-maçonnerie et religion en Flandre et dans les Pays-Bas autrichiens pendant le XVIIIe siècle », dans Franc-maçonnerie et religions dans l’Europe des Lumières, Paris, H. Champion, 1998, pp. 157–168. (republié en 2006 dans la collection « Champion Classiques », pp. 157–168)
- « L’analepse ou mécanisme de l’emprunt lexical réciproque », dans Idioma. Revue de linguistique et de traductologie (Bruxelles), 10, 1998, pp. 65-80.
- « Un système de ponctuation original dans l’œuvre d’un dramaturge français du XVIe siècle », dans À qui appartient la ponctuation ?, Gembloux, Duculot, 1998, pp. 47–56.
- « L’abandon du Grand Architecte de l’Univers par le Grand Orient de Belgique », dans Studia Latomorum et Historica. Mélanges offerts à Daniel Ligou, Paris, H. Champion, 1998, pp. 295-312.
- « La franc-maçonnerie en Belgique à l’époque de la Révolution française (1780-1805). Aspects politiques », dans La Pensée et les Hommes, no 42, 1999, pp. 75–90.
- « Le paradoxe de la liberté », dans Paradoxes et Franc-Maçonnerie, publié par Dionysos. Périodique de réflexion maçonnique (Bruxelles), 17, 1999, pp. 32-38.
- « À propos d’esveillier au v. 538 du Chevalier de la Charrete », dans Plaist vos oïr bone cançon vallant ? Mélanges de langue et de littérature médiévales offerts à François Suard, Lille, Université Charles de Gaulle, 1999, tome 1, pp. 537-546.
- « Présentation des travaux de la section ‘Philologie, codicologie, édition de textes’ », dans Actes du XXIIe Congrès international de linguistique et philologie romanes. Bruxelles, 23-29 juillet 1998, Tübingen, Max Niemeyer Verlag, 2000, t. 5, pp. 3-6.
- « La langue des rituels du marquis de Gages : un idiolecte teinté d’archaïsmes et de particularismes dialectaux », dans Le Marquis de Gages (1739-1787). La Franc-Maçonnerie dans les Pays-Bas autrichiens, éd. Alain Dierkens, Bruxelles, Éditions de l’Université, 2000, (« Problèmes d’histoire des religions », 11), pp. 83-108.
- « Franc-maçonnerie et laïcité en France et en Belgique », dans Les francs-maçons dans la cité. Les cultures politiques de la franc-maçonnerie en Europe XIXe – XXe siècle, éd. Luis P. Martin, Rennes, Presses universitaires de Rennes, 2000, pp. 97-123.
- « L’archaïsme, trait lexical du parler français de Belgique. Archaïsmes latéraux et archaïsmes verticaux », dans France-Belgique : des frères ennemis de la langue de chez nous ?, Université Laval. Faculté des Lettres. Centre international de recherche en aménagement linguistique, 2000, nº B-219, pp. 25-35.
- « Le vocabulaire de l’acte amoureux dans les romans de Chrétien de Troyes », dans Idioma. Mélanges offerts à Huguette Leclercq (Bruxelles), 12, 2000, pp. 79-121.
- « La Revue trimestrielle (1854-1868) : une œuvre maçonnique au service de la littérature », dans Massoneria e cultura. Il contributo della Massoneria alla formazione della cultura nel Belgio francofono (1830-1914), a cura di Licia Reggiani, Bologna, Clueb, 2000, pp. 153-180.
- « L’Ave Maria des ivrognes : prière parodique de la fin du Moyen Âge », dans Convergences médiévales. Épopée, lyrique, roman. Mélanges offerts à Madeleine Tyssens, Bruxelles, Éd. De Boeck, 2001, (« Bibliothèque du Moyen Âge », 19), pp. 311-318.
- « Discours autoritaire et langue de bois dans la France d’avant 1914 », dans La Pensée et les Hommes, Bruxelles, Éditions de l’Université de Bruxelles, 47, 2001, pp. 43-54.
- « Le Mémoire de l’aigle et de la salamandre de Nicaise Ladam, roi d’armes de Charles Quint », dans Liber Amicorum Raphaël De Smedt. 4. Litterarum Historia, Louvain, Peeters, 2001, (« Miscellanea Neerlandica », 26), pp. 75-98.
- « Julien Fossetier, poète athois thuriféraire de Charles Quint », dans Bulletin de la Classe des Lettres de l’Académie royale de Belgique, 6e série, t. 12, 2001, pp. 287-316.
- « Les manuscrits ‘lillois’ de Christine de Pizan. Comparaison matérielle entre les copies Lille, Bibliothèque municipale 175 et Oxford, Bodley 421 », dans Contexts and Continuities. Proceedings of the IVth International Colloquium on Christine de Pizan (Glasgow, 21-27 July 2000), published in honor of Liliane Dulac, edited by Angus J. Kennedy, with Rosalind Brown-Grant, James C. Laidlaw and Catherine M. Müller, Glasgow, University of Glasgow Press, 2002, t. 2, pp. 531-549.
- « Cadet de Gassicourt, propagateur de l’antimaçonnisme templier », dans La Pensée et les Hommes, 49, 2002, pp. 163-191.
- « Julien Fossetier, poète d’Ath, rhétoriqueur et humaniste », dans Bulletin bimestriel du Cercle royal d’Histoire et d’Archéologie d’Ath, no 207, 2002, pp. 625-633.
- « Imágenes de España, según los géneros literarios, en los siglos XIV y XV », dans La Historia de España en la literatura francesa. Una fascinación…, coordinadores Mercè Boixareu y Robin Lefère, Madrid, Editorial Castalia, 2002, pp. 103-115.
- « Freimaurer », dans Die Wende von der Aufklärung zur Romantik (1760-1820). Epoche im Überblick, Herausgegeben von Horst Albert Glaser und György M. Vajda, Amsterdam-Philadelphia, John Benjamin Publishing Company, 2001, pp. 231-239.
- « Syllexie, asyllexie et dyssyllexie. Réflexions sur l’anacoluthe, la syllepse, l’ellipse et le zeugme », dans Mélanges en hommage à Claude Wilwerth, Bruxelles, Presses Ferrer, 2002, pp. 295-319.
- « D’une guerre à l’autre : l’opportunisme de Georges Simenon », dans Bulletin de l’Académie royale de langue et de littérature françaises de Belgique, 80, 2002, pp. 97-135.
- Chapitre introductif et neuf notices sur divers manuscrits dans La Librairie des ducs de Bourgogne. Manuscrits conservés à la Bibliothèque royale de Belgique. Volume II. Textes didactiques, édité par Bernard Bousmanne, Frédérique Johan et Céline Van Hoorebeeck, Turnhout, Brepols, 2003, pp. 13-17, 88-92, 119-122, 123-131,187-188, 193-196, 233-237, 273-276.
- « Les lieux du secret : secret maçonnique et espace public », dans Le Pavé mosaïque. Revue d’études maçonniques (Paris), 1, 2003, pp. 61-87.
- Dix-sept notices dans le Dictionnaire général de Voltaire, publié sous la direction de Raymond Trousson et Jeroom Vercruysse, Paris, H. Champion, 2003, pp. 354-355, 392, 427-428, 450, 519-520, 528-529, 643-644, 658-659, 685-686, 730, 839-840, 929-930, 1147-1148, 1151-1152, 1175-1176, 1202-1203 et 1224.
- « Une homélie inédite et originale teintée de picardismes (ms. Lille, B.M., 83) », dans Bien dire et bien aprandre. Revue de Médiévistique, no 21, 2003, pp. 269-284.
- « Le thème du complot judéo-maçonnique dans le roman français (1870-1900) », dans L’antisémitisme éclairé. Inclusion et exclusion depuis l’époque des Lumières jusqu’à l’affaire Dreyfus, éd. Ilana Y. Zinguer et Sam W. Bloom, Leiden-Boston, Brill, 2003, pp. 221-247.
- « Images légendaires de l’Espagne selon les genres littéraires aux XIVe et XVe siècles », dans L’Histoire de l’Espagne dans la littérature française, éd. Mercè Boixareu et Robin Lefère, Paris, H. Champion, 2003, pp. 107-121.
- « Entre histoire et récit allégorique : Le Chevalier délibéré d’Olivier de La Marche », dans Bien dire et bien aprandre. Revue de Médiévistique, 22, 2004, pp. 235-245.
- « La rencontre », dans Dionysos. Périodique de réflexion maçonnique, no 65, octobre 2004, p. 26.
- « Trois chansons ‘bourguignonnes’ sur la bataille de Pavie », dans Italianissime. Mélanges offerts à Michel Bastiaensen, Liège, Céfal, 2004, pp. 145-162.
- « Imagination et culture », dans Dionysos. Périodique de réflexion maçonnique, no 66, janvier 2005, p. 5.
- « Le ms. Paris, B.N.F., fr. 12601 est-il sorti de l’atelier du maître de Wavrin ? », dans Manuscripts in transition. Recycling Manuscripts, Texts and Images. Proceedings of the International Congres held in Brussels (5-9 November 2002), Paris-Leuven, Peeters, 2005, pp. 309-315.
- « Une reliure médiévale doublement « signée » : le cas du ms. Lille, B.M., 394 », dans La Bibliothèque municipale de Lille fête les 40 ans de la Médiathèque Jean Lévy, Lille, Bibliothèque municipale, 2005, pp. 72-75.
- « La Pensée et les Hommes », dans Dictionnaire historique de la laïcité en Belgique, éd. Pol Defosse, Bruxelles, 2005, pp. 233-235.
- « Robert Hamaide », Dictionnaire historique de la laïcité en Belgique, éd. Pol Defosse, Bruxelles, 2005, pp. 158.
- « Poésie et politique : La Complainte d’Arras », dans Le Nord de la France entre épopée et chronique. Actes du colloque international de la Société Rencesvals (section française), Arras, 17-19 octobre 2002, Arras, Artois Presses Université, 2005, pp. 337-356.
- « Une copie prestigieuse du Trésor amoureux : le ms. Bruxelles, B.R., 11140. Considérations philologiques et codicologiques », dans Perspectives médiévales. Actes du colloque Jehan Froissart Lille 3-Valenciennes, 30 septembre-1er octobre 2004, 2006, pp. 143-163.
- « Denis Diderot dans l’actualité », dans Espace de libertés, no 344, juillet 2006, pp. 28-29.
- Notices « Belgique », « Gages », « Verhaegen », dans Daniel Ligou, Dictionnaire de la franc-maçonnerie, Paris, P.U.F., 2006, pp. 126-127, 489-490, 1248.
- « Le rite français en Belgique : un no 1 à l’aise dans une mosaïque », dans La Chaîne d’Union, 37, juillet 2006, pp. 61-65.
- « Les francs-maçons et la connaissance scientifique et les machines au siècle des Lumières », dans Lumen. Revue d’histoire des sciences (Toronto), 25, 2006, pp. 73-81.
- « Le thème du complot judéo-maçonnique à ses origines : Le Nouveau Judaïsme ou la franc-maçonnerie dévoilée (1815) », dans Franc-maçonnerie et politique au siècle des Lumières : Europe-Amériques, numéro spécial de Lumières, 7, 2006, pp. 279-290.
- « Le fonctionnement de la loge », dans Les Trésors du Temple. Le Musée belge de la franc-maçonnerie, Bruxelles, Fonds Mercator, 2006, pp. 46-59.
- « Souvenirs de l’Antiquité dans Les Angoysses et remedes d’amour de Jean Bouchet », dans Bien dire et bien aprandre. Revue de médiévistique, no 24, 2006, pp. 259-270.
- « Ancien français donoier. Étude de sémantique historique », dans « Contez me tout ». Mélanges de langue et de littérature médiévales offerts à Herman Braet, Louvain-Paris, Éditions Peeters, 2006, pp. 723-736.
- Six notices sur divers manuscrits dans La Librairie des ducs de Bourgogne. Manuscrits conservés à la Bibliothèque royale de Belgique. Volume III. Textes littéraires, édité par Bernard Bousmanne, Tania Van Hemelryck et Céline Van Hoorebeeck, Turnhout, Brepols, 2006, pp. 82-91, 118-124, 202-205, 206-209, 216-221, 222-223.
- « Georges Lengherand, bourgmestre de Mons et pèlerin », dans Revue générale, 142, no 3 de 2007, pp. 45-49.
- « Antimaçonnisme et antimaçonnerie », dans La Chaîne d’Union (Paris), 41, 2007, pp. 12-23.
- « Qui est l’auteur du Livre de l’amoureuse aliance ? », dans Romania, 125, 2007, pp. 238-241.
- « Pierre-Théodore Verhaegen et la fondation d’une franc-maçonnerie politique en Belgique », dans La Masonería española en la época de Sagasta, J. A. Ferrer Benimeli coordinador, Zaragoza, Centro de estudios históricos de la Masonería española, 2007, t. 2, pp. 909-926.
- « Des Secrés des Dames : un traité de gynécologie picardisant du XVe siècle (ms. Lille, B.M., 751) », dans Mélanges offerts à Hossam Elkhadem par ses amis et ses élèves, Bruxelles, 2007, (« Archives et bibliothèques de Belgique », n° spécial 83), pp. 273-295.
- « Une version ‘lilloise’ de la Complainte de l’enfant banni de Jean Bouchet », dans Romans d’Antiquité et littérature du Nord. Mélanges offerts à Aimé Petit, Paris, H. Champion, 2007, pp. 533-559.
- « Presse écrite et littérature », dans Archives et bibliothèques de Belgique, 78, 2007, pp 229-234.
- « La morale maçonnique dans La Guerre des Dieux de Parny (suivie de l’édition des extraits conservés de La Christianide », dans La Pensée et les Hommes, 66, 2007, pp. 57-69.
- « Juvénal et Piccolomini : l’utilisation des Satires dans la traduction française de la De curialium miseriis epistola », dans Camaren. Cahiers Moyen Âge & Renaissance, 2, 2007, pp. 55-65.
- « Le Voltaire que nous aimons », dans La Chaîne d’Union, no 45, juillet 2008, pp. 4-6.
- « L’ère médiévale ou époque de l’utopie en gestation », dans Histoire transnationale de l’utopie littéraire et de l’utopisme, éd. Vita Fortunati, Paola Spinozzi et Raymond Trousson, Paris, H. Champion, 2008, (« Bibliothèque de littérature générale et comparée », 74), pp. 63-75.
- « Le complot judéo-maçonnique et l’extrême droite », dans La Pensée et les Hommes, 67, 2008, pp. 81-99.
- « Images de la Terre sainte dans le Voyage de Georges Lengherand », dans Bien dire et bien aprandre, 26, 2008, pp. 165-181.
- « La franc-maçonnerie en Belgique sous le Consulat et l’Empire », dans Le Figuier. Annales du Centre interuniversitaire d’Étude des Religions et de la Laïcité de l’Université libre de Bruxelles, 2, 2008, pp. 73-97.
- « Pierre-Théodore Verhaegen, la fondation de l’U.L.B. et le développement d’une franc-maçonnerie politique en Belgique », dans 1834. L’U.L.B. fête ses 175 ans, Bruxelles, Éditions Espace de Libertés, 2009, (coll. « La Pensée et les Hommes », 73), pp. 137-157.
- Un poème inédit sur les saisons : « L’histoire d’ivier et de prinztamps » (ms. Bruxelles, B.R., IV 541), dans Miscellanea in memoriam Pierre Cockshaw (1938-2008), Bruxelles, 2009, (« Archives et bibliothèques de Belgique », n° spécial 82), t. 1, pp. 291-305.
- « Premières attestations lexicales dans le Mystère de sainte Barbe en cinq journées », dans Romania, 127, 2009, pp. 500-510.
- « Pierre Ruelle, professeur à l’U.L.B. Quelques anecdotes », dans Quelques témoignages en hommage à Pierre Ruelle (1911-1993), Mons, MicRomania, 2011, pp. 13-18. Republié dans Bulletin de l’Académie royale de Langue et de Littérature françaises de Belgique, 89, 2011, pp. 171-177.
- « La réception de Francisco Ferrer en Belgique », dans Francisco Ferrer, cent ans après son exécution. Les avatars d’une image, Bruxelles, P.H., 2010, (coll. « La Pensée et les Hommes », 78-79), pp. 263-266.
- « La réception de Francisco Ferrer en Belgique », dans Francisco Ferrer. Un pédagogue pour toutes les saisons, Bruxelles, Les Éditions européennes, 2011, (coll. « Idioma », 21), pp. 137-149.
- « Paul Delsemme », dans Bulletin de l’Académie royale de Langue et de Littérature françaises de Belgique, 86, 2008, pp. 291-294.
- « Originalités thématiques et textuelles du Romanz du reis Yder (circa 1210) », dans  Bulletin de l’Académie royale de Langue et de Littérature françaises de Belgique, 87, 2009, pp.195-211.
- « Léon Gilissen », dans Gazette du livre médiéval, 55, 2009, pp. 121-122.
- « Georges Marlow », dans Un Siècle des Amis Philanthropes no 3 (1911-2011), Bruxelles, Les Amis Philanthropes no 3, 2011, pp. 261-265.
- « Robert Hamaide », dans Un Siècle des Amis Philanthropes no 3 (1911-2011), Bruxelles, Les Amis Philanthropes no 3, 2011, pp. 248-251.
- « Georges Van Hout », dans Un Siècle des Amis Philanthropes no 3 (1911-2011), Bruxelles, Les Amis Philanthropes no 3, 2011, pp. 289-290.
- « Les innovations lexicales de Jean Bouchet dans Les Angoysses et remedes d’amour (1536) », dans Le Moyen Français (Montréal), 71, 2012, pp. 61-98.
- « Marthe Van De Meulebroeke », dans Nouvelle Biographie nationale,...
- « La franc-maçonnerie et les femmes au XVIIIe siècle », à paraître dans Dictionnaire des femmes des Lumières, éd. Huguette Krief et Valérie André.
- Vingt-sept notices biographiques, à paraître dans le Dictionnaire biographique des francs-maçons du XVIIIe siècle, éd. Cécile Révauger et Charles Porset.
- « Locutions et expressions idiomatiques originales dans Les Angoysses et remedes d’amour de Jean Bouchet (1536) », à paraître dans Bulletin de l’Académie royale de Langue et de Littérature françaises de Belgique.
- « Anatole France et ses figures intellectuelles », à paraître dans Bulletin de l’Académie royale de Langue et de Littérature françaises de Belgique.
- « Les preuves diplomatiques de l’extermination des Arméniens », dans La Pensée et les Hommes, 90, 2013, pp. 131-137.
- « L’antimaçonnerie et l’antimaçonnisme en Belgique », à paraître dans Papeles de Masonerìa.
- Vingt-six notices dans Le Monde maçonnique des Lumières (Europe-Amériques & Colonies). Dictionnaire prosopographique, Paris, Honoré Champion, 2013, (« Dictionnaires & références », 26), t. 1, pp. 276-277, 277, 617, 768-769, 772 ; t. 2, pp. 962-963, 1005, 1006, 1077, 1244-1245, 1257, 1350-1351, 1503, 1729, 1823-2824, 1833-1834 ; t. 3, pp. 2154-2155, 2247, 2377-2378, 2413, 2414-2415, 2461-2462, 2487, 2487-2488, 2497, 2715-2717.